# Das Labyrinth der Wörter
Das Labyrinth der Wörter (Originaltitel: La Tête en friche) ist ein französischer Spielfilm aus dem Jahr 2010 nach einer Romanvorlage von Marie-Sabine Roger. Die Regie führte Jean Becker, die Hauptrollen spielen Gérard Depardieu und Gisèle Casadesus.

## Handlung
Der Film handelt von zwei ungleichen Menschen, die sich durch die Literatur näher kommen. Margueritte – 'mit zwei „t“' –  ist 95 Jahre alt und eine gebildete „Leseratte“, die im Laufe ihres Lebens sehr viel gelesen hat und viele Bücher besitzt. Germain, 45, ist nahezu ein Analphabet und verliefe sich regelmäßig und gründlich im „Labyrinth der Wörter“, wenn ihm nicht sein besonders gutes auditives Gedächtnis zugutekäme. Das hat Germain jedoch nicht davor bewahrt, zeit seines Lebens für einen Trottel gehalten zu werden. Seine Freunde lachen ihn regelmäßig aus, auch wenn sie versuchen, ihn vor größeren sprachlich bedingten Dummheiten zu bewahren. Mit seiner Mutter, die ihn schon als Kind als lästiges Übel angesehen und ihm das auch deutlich zu verstehen gegeben hat, hat er noch immer Probleme. In Rückblenden erfährt man, dass er während seiner Schulzeit von einem Lehrer und den Mitschülern gedemütigt wurde.
Im Gegensatz zu Margueritte ist er ein Nichtleser und sein eher vulgäres als gebildetes Vokabular ist entsprechend eingeschränkt. Doch als die beiden sich im Park begegnen und feststellen, dass sie einander gut verstehen, beginnt Margueritte ihn in die Welt der Bücher einzuführen, indem sie ihm bei ihren Treffen aus verschiedenen Romanen vorliest und ihm den Roman Die Pest und ein Wörterbuch (Le Petit Robert) schenkt. Dadurch beginnt Germain, sich für Literatur und Wörter zu interessieren. Nachdem die alte Dame ihm eröffnet hat, dass sie in naher Zukunft erblinden wird und ihm daher nicht mehr vorlesen kann, beginnt er mit Hilfe seiner Freundin Annette das Lesen bzw. das Vorlesen zu üben. Auch unterstützt er Margueritte anderweitig. Als Annette ihm sagt, dass sie schwanger ist, und er das Margueritte erzählen möchte, erfährt er, dass diese nicht mehr in dem Altersheim seiner Stadt wohnt. Ihr Neffe und seine Frau haben sie aus finanziellen Gründen in ein schäbiges Altersheim im belgischen Flandern gebracht. Da inzwischen Germains Mutter verstorben ist und ihm ihr Haus und ein bisschen Geld vermacht hat, fährt er zu ihr und „entführt“ Margueritte, die sehr froh darüber ist.

## Kritik
„Eine liebevoll und behutsam, emotional gleichwohl packend inszenierte Paargeschichte aus der französischen Provinz mit stark märchenhaftem Einschlag.“

„Gérard Depardieu und Gisèle Casadesus sind eine treffliche Besetzung dieses ungleichen Paars, das die Literatur zusammenführte. Sie die zierliche Gelehrte, er der tumbe Klotz, der innen so spärlich möbliert ist wie außen. An ihnen soll es nicht liegen, dass Jean Beckers Film dennoch eine eher sedierende Wirkung hat. Es ist das eindimensionale Skript, angelehnt an den Roman von Marie-Sabine Rogers [sic!], mit der [sic!] er seine Botschaft verkündet: ein Plädoyer für die Würde des Alters und die Kraft der Bücher. Er tut es in einer Lieblichkeit, die auf der Geschichte liegt wie ein schwüles Damenparfüm.“

„Regisseur Jean Becker […] gelang einmal mehr ein filmisches Kleinod mit einem wieder einmal exzellent aufspielenden Gérard Depardieu und einer bemerkenswerten Gisèle Casadesus. Mit viel Humor und Gespür für die Hauptfiguren entwickelte er eine einfühlsame wie charmante Geschichte über die Macht der Wörter und die damit verbundene Freude am Leben. Der Originaltitel ‚La tête en friche‘ zeigt noch deutlicher, worum es bei diesem Film geht, denn dies bedeutet etwa ‚Der nicht genutzte Kopf‘.“